# EPIC 205944181
EPIC 205944181 — одиночная звезда в созвездии Водолея на расстоянии приблизительно 787 световых лет (около 241 парсека) от Солнца. Видимая звёздная величина звезды — +12,6m.
Вокруг звезды обращается, как минимум, одна планета.

## Характеристики
EPIC 205944181 — жёлтый карлик спектрального класса G. Масса — около 1,03 солнечной, радиус — около 1,06 солнечного, светимость — около 0,507 солнечной. Эффективная температура — около 5962 К.

## Планетная система
В 2016 году командой астрономов было объявлено об открытии планеты.